# Trouble (album d'Alain Chamfort)
Pour les articles homonymes, voir Trouble.
Albums de Alain Chamfort
Double Vie
(1988) Neuf
(1993)
Trouble est le huitième album studio d'Alain Chamfort sorti en 1990. Pour cet opus, Chamfort utilise une nouvelle technique : le sampling.

## Chansons
| No  | Titre                      | Durée |
| --- | -------------------------- | ----- |
| 1.  | Souris puisque c'est grave | 3:51  |
| 2.  | Gare de l'Est              | 4:23  |
| 3.  | Ce ne sera pas moi         | 4:24  |
| 4.  | Mama Gri-gri               | 4:20  |
| 5.  | Lisa rougit                | 4:04  |
| 6.  | Sapho et Sophie            | 4:22  |
| 7.  | Personne n'aime personne   | 4:27  |
| 8.  | L'Amour samplé             | 4:30  |
| 9.  | La Femme de ma vie         | 2:55  |
| 10. | Noctambule                 | 3:27  |

## Classement
| Classement (1990) | Meilleure place |
| ----------------- | --------------- |
| France (SNEP)     | 25              |